# 2013年10月

## 10月1日
武裝衝突
- 禁止化學武器組織所派遣的小組進入敘利亞調查其化學武器儲備[1][2]。

國際關係
- 委內瑞拉政府指責美國涉嫌試圖破壞「自身經濟與電力網絡」，並且以此理由驅逐境內3名美國外交官員[3][4]。

法律犯罪
- 一群佛教暴民襲擊位於緬甸若開邦70多個穆斯林家庭，造成5人死亡[5][6]。
- 孟加拉政治家沙拉胡丁·卡特·喬杜里（英语：Salahuddin Quader Chowdhury）因為涉嫌在孟加拉國解放戰爭中犯下謀殺、酷刑和種族滅絕等戰爭罪刑而被判處死刑[7][8]。

政治選舉
- 由於美國眾議院和美國參議院未能夠就維持往後政府運作的預算法案達成協議，隸屬於美國白宮的美國行政管理和預算局宣布部分聯邦政府機關將會關閉[9][10]。

## 10月2日
武裝衝突
- 叛亂份子在伊拉克北部擊落一架軍用直升機，造成直升機上4名機組人員全數罹難[11][12]。
- 位於利比亞首都的黎波里的俄羅斯大使館遭到攻擊並且有槍手試圖強行進入建築中，最後利比亞當局表示擊斃了1名襲擊者並且有另外4名受傷[13][14]。

藝術文化
- 以軍事驚悚小說聞名的美國作家湯姆·克蘭西逝世，享年66歲[15][16]。

災害事故
- 田納西州傑佛遜郡的40號州際公路上發生教會巴士與越野車和大型牽引拖車相撞，造成8人死亡以及14人受傷[17][18]。

法律犯罪
- 美國執法機關以從事包括非法毒品貿易等各種違法活動為由關閉了絲路，並且逮捕了購物網站的主要嫌犯羅斯·烏爾布萊特（Ross Ulbricht）[19][20]。
- 陪審團認定替麥可·傑克森聘僱醫生的AEG Live公司其罪名並不成立，而擔任私人醫生的康拉德·墨瑞（Murray）則被認定為過失殺人（英语：Trial of Conrad Murray）[21][22]。

## 10月3日
武裝衝突
- 為了報復發起古傑巴農業學院大屠殺（英语：Gujba college massacre）的叛亂份子，奈及利亞空軍（英语：Nigerian Air Force）派遣戰鬥機攻擊疑似伊斯蘭武裝分子在奈及利亞東北部的營地[23]。
- 巴基斯坦塔利班運動襲擊反塔利班指揮官拿比·漢非（Nabi Hanfi）位於邊境北瓦濟里斯坦特區附近的住家，並且造成15人死亡[24][25]。

商業經濟
- 歐洲聯盟競爭法事務執行委員喬奎恩·阿爾穆尼亞（英语：Joaquín Almunia）指控俄羅斯天然氣工業股份公司憑藉著俄羅斯蘊藏的天然氣資源而壟斷了企業經濟未來發展[26][27]。
- 關於Twitter公司其首次公開募股的相關公開檔案遭到媒體批露[28][29]。

災害事故
- 義大利外海蘭佩杜薩島外海附近發生一艘載有非洲移民的難民船引燃大火並且翻覆事件，造成至少114人死亡以及200多人下落不明[30][31][32]。
- 位於奈及利亞拉哥斯的穆爾塔拉·穆罕默德國際機場發生一架載有27人的客機墜毀事故，其中造成13人死亡[33][34]。

國際關係
- 作為英國其前殖民地國並且加入大英國協長達48年的甘比亞宣布正式退出該國際組織[35][36]。
- 在遭遇大使館攻擊並且有1人因而死亡過後一天，俄羅斯下令所有俄羅斯外交官以及其家屬立刻離開利比亞境內[37][38]。

法律犯罪
- 印度政治家拉魯·普拉薩德·亞達夫（英语：Lalu Prasad Yadav）因為涉嫌從柴巴薩的公家財產中索取資金而遭判處5年有期徒刑[39]。
- 一名女性在駕車衝撞白宮水泥護欄後，最後被追逐在後的安全警衛於美國國會大廈附近槍殺身亡（英语：United States Capitol shooting incident (2013)）[40][41][42]。
- Adobe Systems透露290萬名客戶其信用卡等資料已經遭他人藉由軟體的安全漏洞而被盜取出來[43][44]。

## 10月4日
武裝衝突
- 遭罷黜的前埃及總統穆罕默德·穆爾西其支持者與反對者跟安全部隊爆發衝突，最後造成4人死亡[45][46][47]。

生態醫療
- 一名男性在華盛頓哥倫比亞特區的國家廣場突然自焚，並且在當天晚上因為嚴重燒傷而於華盛頓醫療中心（英语：Washington Hospital Center）逝世，然而有關他的動機仍然不清楚[48][49][50][51]。

政治選舉
- 在安得拉邦團結運動（英语：Samaikyandhra Movement）於安得拉邦發起一連串抗議與罷工行動之後，印度內閣同意當地宣布進入緊急狀態[52]。
- 愛爾蘭共和國舉辦2013年愛爾蘭憲法公民投票（英语：Irish constitutional referendums, 2013）以決定愛爾蘭國會其上議院是否廢除以及針對愛爾蘭上訴法院（英语：Irish Court of Appeal）進行改革[53][54]。

## 10月5日
武裝衝突
- 一名槍手襲擊（英语：Post-civil war violence in Libya）位於班尼瓦里附近的軍事檢查站，造成15名利比亞武裝力量遭到槍殺[55][56]。

藝術文化
- 哈利王子前往澳洲雪梨以慶祝皇家澳洲海軍成立100周年[57][58]。

政治選舉
- 美國國防部召回350,000名原本被美國五角大廈要求暫停職務的員工[59][60]。
- 愛爾蘭共和國選民在2013年愛爾蘭憲法公民投票（英语：Irish constitutional referendums, 2013）中否決了建議政府廢除愛爾蘭上議院之提案，但是同意創建新的愛爾蘭上訴法院（英语：Irish Court of Appeal）制度[61][62]。

體育競賽
- 印第賽車賽車手斯科特·狄克遜贏得在雷利安特公園（英语：Reliant Park）舉辦的休士頓大獎賽（英语：Grand Prix of Houston）。

## 10月6日
武裝衝突
- 前埃及總統穆罕默德·穆爾西的支持者與反對者在紀念埃及軍隊於1973年穿越（英语：Operation Badr (1973)）蘇伊士運河40週年典禮上爆發衝突，造成至少53人死亡[63][64][65]。
- 尼日利亞軍方在博尔诺州殺死至少30名博科圣地武裝分子。[66]
- 位於約旦河西岸地區的以色列定居點遭遇武裝襲擊，1名以色列籍孩子受傷[67]。
- 伊拉克泰勒阿費爾附近的一個村落遭遇兩起汽車炸彈攻擊，造成數十人死亡或者是受傷[68][69]。
- 人權團體自由西藏運動以及自由亞洲電台在報告中指稱中國人民解放軍部隊在西藏自治區比如縣射擊人群，並且造成60人受傷[70][71]。

災害事故
- 2013年地中海難民船船難的最後死亡人數可能攀升至325人到363人之間[72][73]。

法律犯罪
- 美國加利福尼亞州佛雷斯諾的摩托車俱樂部發生槍擊事件，造成1人死亡以及12人受傷[74]。

體育競賽
- 賽馬卓芙贏得2013年的凱旋門大賽冠軍[75][76]。
- 2013年東亞運動會於天津市舉辦開幕禮儀式，而這也是最後一屆東亞運動會[77]。

## 10月7日
武裝衝突
- 伊斯蘭主義者在蘇伊士運河西側的伊斯梅利亞向埃及軍隊發動伏擊並且殺死6名埃及士兵，同時亦在南西奈省图尔發動自殺攻擊並且造成3人死亡以及55人受傷[78][79][80]。

災害事故
- 中度颱風菲特於中華人民共和國福建省登陸，隨之而來的大雨造成至少2人失蹤[81][82]。

政治選舉
- 穆拉圖·特肖梅正式取代吉爾馬·沃爾德-喬治斯就任衣索比亞總統[83][84]。

科學技術
- 美國科學家詹姆斯·羅思曼和蘭迪·謝克曼以及德國科學家托馬斯·聚德霍夫由於其對於細胞運輸系統的研究貢獻而獲得2013年諾貝爾生理學或醫學獎[85][86]。

## 10月8日
商業經濟
- 路透社報導表示貨幣基金市場已經開始針對未來數個月美國可能因為陷入政治僵局而無法有效處理債務上限問題做出準備[87]。

災害事故
- 菲律賓三寶顏發生嚴重水災導致成千上萬人必須離開家園，同時當地絕大部分的學校與政府辦公處也被迫關閉[88]。
- 中華人民共和國華東地區因為遭遇中度颱風菲特造成至少4人死亡以及數千人被迫疏散[89][90]。

國際關係
- 朝鮮民主主義人民共和國表示軍隊已經進入高度警戒狀態並且指稱美國試圖參與入侵行動[91][92]。

法律犯罪
- 丹佛警方以涉嫌嚴重虐待兒童為由逮捕了66歲的父親韋恩·史博林（Wayne Sperling）以及35歲母親的洛琳達·貝莉（Lorinda Bailey），這也是美國歷史上最為嚴重的兒童虐待案件之一[93][94]。
- 阿拉巴馬州溫斯頓郡公路的一輛汽車內發現4名涉嫌在田納西州沙瓦納（英语：Savannah, Tennessee）參與兒童色情產品問題的人士遺體[95]。
- 以英國報刊為首的英國媒體公開反對由英國樞密院所提出的要求媒體更加自律的皇家特許狀[96]。

政治選舉
- 加拿大新斯科細亞舉辦2013年新斯科細亞大選（英语：Nova Scotia general election, 2013）以選出省議會議員。

科學技術
- 分別來自英國與比利時的理論物理學學家彼得·希格斯和弗朗索瓦·恩格勒因為發現希格斯玻色子與質量生成學說的貢獻而獲得2013年諾貝爾物理學獎[97][98][99]。

## 10月9日
武裝衝突
- 中非共和國當地民兵與塞雷卡叛亂份子爆發武裝衝突，估計造成60人死亡[100][101]。

商業經濟
- 美國總統巴拉克·歐巴馬提名珍妮特·葉倫接替班·柏南克成為下一任的聯邦準備系統主席[102][103]。

災害事故
- 孟加拉加濟布爾區的一座服裝工廠發生大火，造成10人死亡[104][105]。

國際關係
- 美國政府宣布暫時停止提供給埃及價值數百萬美元的現金援助[106][107]。
- 由東南亞國家協會成員國代表共同參與的第25屆東亞峰會在汶萊舉行[108][109]。

法律犯罪
- 中華人民共和國政府在新疆維吾爾自治區逮捕了139名主張發起聖戰的人士[110][111]。
- 安德烈·桑德林（Andrea Sanderlin）坦承在史卡斯岱當地販售價值數百萬美元的大麻[112]。
- 一名退休警察在西維吉尼亞州惠靈的聯邦大樓連開數十槍，最後遭到當地警方擊斃[113][114]。

政治選舉
- 亞塞拜然舉辦2013年亞塞拜然總統選舉（英语：Azerbaijani presidential election, 2013），然而由於選舉公平性的問題使得外界推測現任亞塞拜然總統伊利哈姆·阿利耶夫將會繼續連任[115][116]。
- 阿根廷總統克里斯蒂娜·費南德茲·德基什內爾成功進行手術切除頭部外傷所造成的血腫，而在之後預計長達1個月的恢復時間內將由副總統阿馬多·博多暫代總統職位[117][118]。

科學技術
- 馬丁·卡普拉斯、邁可·列維特和阿里耶·瓦舍爾因為對於複雜化學系統提出多尺度模型之貢獻而獲得諾貝爾化學獎[119][120]。
- 朱諾號成功從地球藉由重力助推的方式進入木星軌道，然而由於軟體運作問題的影響使得其飛行系統被迫進入安全模式[121][122]。

## 10月10日
武裝衝突
- 利比亞總理阿里·扎伊丹在的黎波里一家酒店遭到叛亂份子（英语：Post-civil war violence in Libya）綁架，之後才獲得釋放[123][124][125]。

藝術文化
- 加拿大作家艾麗斯·孟洛榮獲2013年諾貝爾文學獎[126][127]。
- 紐西蘭政府宣布將以毛利語的名稱作為紐西蘭北島與南島的替換稱呼[128][129]。
- 英國廣播公司宣布在奈及利亞發現9集由派屈克·特勞頓主演的《超時空博士》失蹤集數（英语：Doctor Who missing episodes），其中包括有《世界之敵（英语：The Enemy of the World）》失蹤的集數以及《恐懼之網（英语：The Web of Fear）》其中4集的內容[130]。

商業經濟
- 受到法國航空交通管制員罷工的影響，使得法國南部如同預期般地受到陷入混亂[131][132]。
- 德拉瓦州最高法院（英语：Delaware Supreme Court）撤銷了先前法院的判決並且允許動視暴雪得以回購威望迪所擁有的股票[133][134]。

法律犯罪
- 前底特律市長（英语：List of mayors of Detroit）克瓦姆·基派崔克（英语：Kwame Kilpatrick）由於涉嫌敲詐勒索、詐騙以及逃稅等犯罪行為而被判處28年的有期徒刑[135][136]。
- 伊拉克司法部（英语：Ministry of Justice (Iraq)）表示已經在兩天之內處決了42名支持恐怖主義的罪犯，但是這項舉動亦引起人權團體的批評[137][138]。

政治選舉
- 由馬拉威總統喬伊斯·班達所領導的馬拉威內閣（英语：Cabinet of Malawi）由於受到醜聞影響而宣告解散[139]。

科學技術
- 曾參與水星-擎天神7號的美國第二位環繞地球之太空人史考特·卡本特因為中風所引起的併發症逝世，享年88歲[140][141]。

體育競賽
- 印度板球選手薩辛·坦都卡宣布將在下個月與西印度群島板球代表隊進行個人生涯第200場對抗賽後宣告退休[142][143]。

## 10月11日
武裝衝突
- 人權觀察指稱伊拉克與黎凡特伊斯蘭國趁著敘利亞內戰期間在親政府地區殺害至少190人並且綁架數百多名村民[144][145]。
- 巴勒斯坦武裝份子襲擊位於約旦河西岸地區，造成1名以色列定居者死亡以及他的妻子重傷[146][147]。

災害事故
- 日本福岡縣一家醫院發生火災並且造成10人死亡[148][149]。
- 印度奧里薩邦與安得拉邦開始就即將襲擊當地的特強氣旋風暴費林進行防災工作[150][151]。
- 一艘難民船在西西里海峽沉沒並且造成至少27人死亡，不過最後仍然有超過200多人成功獲救[152][153][154]。

國際關係
- 禁止化學武器組織贏得2013年諾貝爾和平獎[155][156][157]。

法律犯罪
- 法國憲法委員會決議繼續禁止水力壓裂工程的進行[158][159]。
- 裴明熙（Myunghee Bae）從美國前往朝鮮民主主義人民共和國探望被判處15年勞動教育的裴俊浩[160][161]。
- 在獲得英國國內三大主要政黨達成協議的情況下英國政府頒布皇家特許狀草案以處理英國媒體自律問題，但是一些新聞業界則擔心可能影響新聞自由的發展[162][163]。

科學技術
- 隸屬美國海軍的福特號航空母艦自紐波特紐斯造船公司的船塢下水[164][165]。

## 10月12日
災害事故
- 氣旋費林預計將從印度東部海岸登陸[166][167]。
- 颱風百合襲擊菲律賓並且造成至少5人死亡以及200萬人失去電力供應[168][169]。
- 祕魯發生一輛卡車在錯誤改變方向後墜入懸崖（英语：2013 Peru bus disaster），造成車上至少50人死亡[170][171]。
- 越南北部的一座煙花工廠發生一連串爆炸意外，造成至少15人死亡以及現場多人受傷[172][173]。
- 哥倫比亞發生大廈倒塌意外，造成1人死亡以及10人失蹤[174][175]。

體育競賽
- 拳擊選手提摩西·布蘭德利（英语：Timothy Bradley）成功在比賽中（英语：Timothy Bradley vs. Juan Manuel Marquez）擊敗胡安·曼努埃爾·馬奎茲（英语：Juan Manuel Márquez）而成為世界拳擊組織次中量級冠軍[176][177]。

## 10月13日
武裝衝突
- 敘利亞槍手在敘利亞北部綁架7名紅十字國際委員會的工作人員[178][179]。
- 敘利亞內戰反對派行動人士表示隸屬於敘利亞政府軍隊的坦克參與了德拉市中心的爭奪戰，造成包含3名兒童在內共11名平民喪生[180]。

災害事故
- 印度當局開始就特強氣旋風暴斐林展開救援工作，根據初步報告指出至少造成20人死亡以及登陸地區沿岸廣泛地破壞[181][182]。
- 印度中央邦達迪亞縣在慶祝印度教節慶九夜節（英语：Navratri）期間，在一座通往拉唐格阿爾印度教廟（Ratangarh Mata Temple）的橋樑上發生嚴重的踩踏意外（英语：2013 Madhya Pradesh stampede），造成109人死亡以及110多人受傷[183][184]。

法律犯罪
- 2名美國男子在於奧克拉荷馬州土爾沙舉辦的苗族新年（英语：Hmong customs and culture）慶典上開槍並且造成5人受傷，隨後兩名嫌犯便遭到警方逮捕[185][186]。
- 莫斯科南部爆發反對移民政策的俄羅斯民族主義騷亂行動，最後有超過380人被警方加以拘留[187][188]。

政治選舉
- 比爾·蕭藤在黨魁投票中擊敗安東尼·阿爾巴尼西而正式當選成為澳洲工黨黨首[189][190]。
- 越南獨立運動英雄武元甲在經過為期2天的國葬典禮（英语：Death and funeral of Vo Nguyen Giap）後正式下土埋葬[191][192]。

體育競賽
- 福特汽車賽車手马克·温特伯顿（英语：Mark Winterbottom）在新南威爾斯省巴瑟斯特贏得其第一次巴瑟斯特1000公里拉力賽（英语：Bathurst 1000）冠軍[193]。
- 諾瓦克·喬科維奇連續兩年奪得上海大師賽冠軍[194][195]。
- 弗雷德里克·范萊爾迪（英语：Frederik Van Lierde）贏得2013年鐵人三項世界錦標賽[196]。

## 10月14日
武裝衝突
- 衣索比亞官員表示由於自殺攻擊襲擊者在家中設計炸彈時不慎引爆，使得索馬利亞叛亂分子試圖在阿迪斯阿貝巴於周日舉辦的2014年世界盃外圍賽上引起爆炸的計畫失敗[197][198]。

商業經濟
- 美國經濟學家尤金·法馬、拉爾斯·彼得·漢森和羅勃·席勒因為對於資產價格研究的貢獻而獲得諾貝爾經濟學獎[199][200]。

災害事故
- 在特強氣旋風暴斐林逐漸消散之後，印度政府確認的死亡人數上升至18人以上[201][202]。
- 印度政府針對中央邦的一處寺廟附近在九夜節（英语：Navratri）慶典期間所發生的踩踏意外（英语：2013 Madhya Pradesh stampede）進行司法調查，並且確認已經造成115人死亡以及120人受傷[203][204]。

法律犯罪
- 一名持刀民眾在試圖闖入倫敦白金漢宮時遭到警方逮捕[205]。
- 洛杉磯國際機場員工廁所遭人放置乾冰炸彈（英语：Dry ice bomb），迫使得機場第二航站大廈被迫短暫關閉和進行疏散工作[206][207]。

## 10月15日
武裝衝突
- 阿富汗洛加爾省一座清真寺遭遇炸彈襲擊，並且造成阿爾薩拉·賈馬爾（英语：Arsala Jamal）在內數人死亡[208][209]。
- 叛亂份子在伊拉克基爾庫克的一座遜尼派清真寺引爆炸彈，造成12名信徒死亡以及24人受傷[210][211]。
- 以色列國防軍發現第二個從加薩走廊連接進入以色列境內的地下通道，在對通道進行調查之後隨即將其以炸彈引爆摧毀[212][213][214]。
- 尼日利亞軍方在博尔诺州殺死24名疑似博科圣地成員的武裝分子。[215]

藝術文化
- 紐西蘭作家埃莉诺·卡顿以自己的作品《發光體（英语：The Luminaries）》奪得2013年布克獎（英语：2013 Man Booker Prize）[216][217]。

商業經濟
- 國際信用評級組織惠譽國際有鑑於美國可能即將遭遇金融危機（英语：United States debt-ceiling crisis of 2013）而將其信用評級列入負面觀察名單[218][219]。
- 曾經協助美國國家安全局技術承包人愛德華·斯諾登公布2013年大眾監聽事件（英语：2013 mass surveillance disclosures）的《衛報》記者格倫·格林沃爾德離開英國報業，並且加入由eBay創辦人皮埃爾·歐米迪亞（英语：Pierre Omidyar）投資的新興媒體公司[220][221]。
- 香港特別行政區政府宣佈增加頒發給奇妙電視和香港電視娛樂免費電視牌照[222]。

災害事故
- 菲律賓保和省巴里里漢（英语：Balilihan, Bohol）遭遇芮氏地震規模7.2級地震襲擊，造成至少74人死亡[223][224]。
- 紐西蘭因為旺阿努伊遭於嚴重洪水襲擊而宣布國家進入緊急狀態[225]。
- 中度颱風百合襲擊越南並且迫使當地122,000人被迫撤離家園[226][227]。

法律犯罪
- 賴比瑞亞總統查爾斯·泰勒抵達英國並且開始服50年的有期徒刑，這也是第二次世界大戰結束後首個被裁定犯下戰爭罪而服刑的國家元首[228][229]。
- 中華人民共和國法院判處安排2013年首都機場爆炸事件的嫌疑犯冀中星6年有期徒刑[230][231]。

## 10月16日
武裝衝突
- 敘利亞南部那瓦（Nawa）發生小巴士誤觸疑似由敘利亞政府軍放置的地雷意外，並且造成車上至少有21名平民遭到殺害[232][233][234]。

商業經濟
- 美國參議院就2013年美國債務危機（英语：United States debt-ceiling crisis of 2013）避免違約以及結束為期16天的美國政府關閉事件達成協議，美國眾議院也以285票贊成對上144票反對的結果通過法案，而法案預計將送交給美國總統簽署[235][236][237]。

災害事故
- 寮國航空301號班機墜毀於巴色國際機場附近的湄公河，造成飛機上44名乘客以及5名機組人員全數罹難[238][239]。
- 中度颱風薇帕襲擊日本並且造成至少14人死亡[240][241]。
- 一艘於巴拿馬註冊的船艦在大韓民國外海沉沒，造成9名船員死亡以及2名船員失蹤，另外海岸警衛隊則成功營救8名船上成員[242][243]。

法律犯罪
- 加拿大政府宣布將授予馬拉拉擁有加拿大榮譽公民身分（英语：Honorary Canadian citizenship）[244][245]。
- 邁亞密國際機場服務的炸彈嗅探犬在檢測到「可疑爆裂裝置」後機場進行緊急的疏散工作[246][247]。

政治選舉
- 在9月9日舉辦的2013年挪威議會選舉（英语：Norwegian parliamentary election, 2013）結束後，挪威國王哈拉德五世正式任命索爾貝格內閣（英语：Solberg's Cabinet）為第61任政府內閣[248]。
- 美國紐澤西州就美國參議院議員補選進行投票，預計將由民主黨候選人克里·布克當選[249][250][251]。

科學技術
- 俄羅斯潛水員找到在2013年2月15日俄羅斯隕石事件中重達570公斤（約1,255磅）的碎片部分，這也是迄今發現最大的隕石碎片[252][253]。

## 10月17日
武裝衝突
- 納薩爾派叛亂分子在印度馬哈拉施特拉邦加德奇羅利縣放置的地雷炸死3名警察[254][255]。
- 15名沙巴克（英语：Shabak people）叛亂份子在伊拉克各地以卡車自殺炸彈和槍械掃射等方式攻擊什葉派穆斯林，造成至少59人死亡[256][257]。
- 伊斯蘭槍手在突尼西亞東北部城市殺死2名警察[258][259]。
- 莫三比克民族抵抗運動叛亂軍隊在戈龍戈薩埋伏莫三比克士兵（英语：Military of Mozambique），造成7人死亡[260]。

藝術文化
- 瑞典考古學家在老烏普薩拉（英语：Gamla Uppsala）附近發掘出長達一公里並且整齊排列的紀念碑遺址，估計是5世紀時期的部落首長之墳墓[261][262]。

商業經濟
- 美國總統巴拉克·歐巴馬簽署了美國國會所批准的解決2013年美國聯邦政府關閉事件與2013年美國債務危機（英语：United States debt-ceiling crisis of 2013）之法案[263][264]。

災害事故
- 菲律賓保和省發生的2013年保和地震其死亡人數上升至156人，並且造成約374人受傷[265][266]。
- 澳洲因為2013年新南威爾斯省山火（英语：2013 New South Wales bushfires）而發布7次緊急警告，而這場大火造成1人死亡並且迫使蒙摩拉湖（英语：Lake Munmorah, New South Wales）附近的機場和高速公路必須關閉[267][268][269]。
- 中度颱風薇帕襲擊日本過後，根據報導接連的大雨共造成至少18人死亡以及45人失蹤[270][271]。

政治選舉
- 查德、智利、立陶宛、奈及利亞和沙烏地阿拉伯在2013年聯合國安全理事會選舉（英语：United Nations Security Council election, 2013）中獲選成為聯合國安全理事會非常任理事國，並且將從2014年1月1日開始為期2年的任期[272][273]。

## 10月18日
商業經濟
- 中華人民共和國其經濟在第三季度時往上增長7.8%[274][275]。

國際關係
- 加拿大和歐洲聯盟共同簽署了綜合經濟與貿易協定[276][277]。
- 日本總務大臣新藤義孝參訪具有爭議性的靖國神社，但也引起菲律賓、大韓民國以及中華人民共和國強烈不滿[278][279]。

法律犯罪
- 前蒂華納販毒集團（英语：Tijuana Cartel）領導人佛朗西斯科·拉斐爾·阿雷拉諾·費利克斯（英语：Francisco Rafael Arellano Félix）在南下加利福尼亞州洛斯卡沃斯遭人殺害[280]。
- 1艘船上載有25名船員的美國籍俄亥俄海警号轮船（英语：MV Seaman Guard Ohio）在印度坦米爾納德邦杜蒂戈林的港口因為涉嫌非法藏運槍械與彈藥而遭到拘捕[281][282]。
- 法國憲法委員會裁定各地市長不得拒絕主持同性婚姻之要求[283][284]。
- 英格蘭及威爾斯高等法院駁回倫敦當地銀行董事會針對伯納德·馬多夫以及其逝世兒子的指控，其中審理法官嚴肅地表示應該給予被告「充足的尊嚴和克制」[285]。

政治選舉
- 在2013年聯合國安全理事會選舉（英语：United Nations Security Council election, 2013）中獲選的沙烏地阿拉伯以聯合國無法阻止2013年敘利亞化學武器襲擊事件為由拒絕接受聯合國安全理事會席次[286][287]。
- 美國共和黨於佛羅里達州的著名美國眾議院議員比爾·楊於任內逝世[288][289]。

科學技術
- 科學家發現小行星2013 TV135在2032年時將有63,000分之1的機會與地球相撞[290][291]。

## 10月19日
武裝衝突
- 1名自殺攻擊者襲擊大馬士革附近一個檢查站，造成16名敘利亞陸軍士兵喪生[292][293]。
- 索馬利亞中部城鎮貝蘭德文的一座餐廳遭遇自殺炸彈攻擊（英语：War in Somalia (2009–present)），造成16人死亡以及30人受傷[294][295]。
- 執行為期3天任務的突尼西亞安全部隊在偏遠北部阿爾及利亞邊境附近殺死10名伊斯蘭武裝分子[296]。

災害事故
- 布宜諾斯艾利斯的翁塞火車站發生嚴重火車相撞事故（英语：2013 Buenos Aires train crash），已經至少造成79人受傷[297][298]。
- 原本預定進行高空跳傘活動的一架小型飛機在比利時那慕爾省附近墜毀，造成至少有11人死亡[299][300]。

法律犯罪
- 路透社報導提到美國司法部就摩根大通先前向投資者出售不良抵押貸款進而引起次貸危機這一問題，兩者已經先行同意以130億美元達成初步和解[301][302]。

## 10月20日
武裝衝突
- 與蓋達組織有所關聯的救世陣線在位於敘利亞哈馬的檢查站外以自殺式卡車炸彈攻擊，造成包含士兵在內至少30人死亡[303][304]。
- 叛亂份子在位於巴格達西北部的拉瓦（英语：Rawa (Iraq)）針對警察和地方官員展開自殺攻擊，造成15人死亡[305][306]。
- 叛亂份子在位於巴格達什葉派主導地區內的一間咖啡廳進行自殺攻擊，造成至少37人喪生[307][308]。
- 大衛·尤·尤（英语：David Yau Yau）領導的叛亂部隊（英语：South Sudan internal conflict (2011–present)）襲擊瓊萊省的村莊，造成至少78人死亡[309][310]。
- 在埃及開羅郊區舉辦的一場基督教婚禮上突然遭遇槍手襲擊，造成至少3人死亡以及9人受傷[311][312]。

商業經濟
- 豐田汽車公司下令召回885,000輛因為受到電器線路問題而使得安全氣囊無法正常運作之車輛[313][314]。

災害事故
- 由於2013年新南威爾斯省山火（英语：2013 New South Wales bushfires）已經造成1人死亡以及數百棟房屋受損，澳洲州州長巴里·奧法雷爾宣布新南威爾斯省進入緊急狀態[315][316]。

政治選舉
- 在蘇祿省統管蘇祿蘇丹國並且在幕後引起2013年拿篤衝突的激進組織領導人賈馬魯爾·基拉姆三世在馬尼拉逝世，享年75歲[317][318]。
- 儘管尚-克勞德所領導的基督教社會人民黨在2013年盧森堡國會選舉（英语：Luxembourgian general election, 2013）中失去3個席次，但是仍然以在60個席次中取得23個席次的成績成為國會最大黨[319][320]。

## 10月21日
武裝衝突
- 一名女性自殺炸彈攻擊者在俄羅斯伏爾加格勒的一輛公車上引爆炸彈背心，造成至少6人死亡和超過28人受傷，其中還有8人傷重而處於命危狀況[321][322][323]。
- 巴基斯坦一輛從拉瓦爾品第通往奎達的賈法特快車（英语：Jaffar Express）突然遭遇爆炸襲擊，造成7人死亡以及至少10人受傷[324][325]。
- 尼日利亞軍方在博尔诺州殺死至少37名博科圣地武裝分子。[326][327]

災害事故
- 澳洲當局警告位於大藍山區城鎮利斯戈、斯普林伍德（英语：Springwood, New South Wales）和維多利亞山（英语：Mount Victoria, New South Wales）附近的三處山火（英语：2013 New South Wales bushfires）可能將會合併且成為更大的火勢[328][329]。
- 中國城市哈爾濱市突然出現的濃霧迫使得當地學校和道路被迫關閉[330][331]。

國際關係
- 根據《世界報》的報導，法國外交部部長洛朗·法比尤斯召喚美國大使要求說明超過數百萬臺法國行動手機遭到美國監控一事[332][333][334]。

法律犯罪
- 美國內華達州斯帕克斯當地中學（英语：Sparks Middle School shooting）發生校園槍擊案，造成2人死亡以及2人受傷[335][336][337]。

政治選舉
- 紐澤西州成為美國第十四個允許同性婚姻的州份[338][339]。

## 10月22日
武裝衝突
- 武裝叛亂份子在位於安巴爾省的警察和軍事檢查站中殺害22名安全部隊成員[340][341]。

商業經濟
- 蘋果公司宣布即將推出iPad Air以及最新的OS X系統OS X Mavericks[342][343]。

法律犯罪
- 澳洲首都領地成為澳洲首個同意同性婚姻的地區，但是對此澳洲政府則向澳洲高等法院提出違法指控（英语：Same-sex marriage in the Australian Capital Territory）[344][345]。

政治選舉
- 馬爾地夫計畫將在11月19日舉辦2013年馬爾地夫總統選舉（英语：Maldivian presidential election, 2013）[346][347]。

## 10月23日
武裝衝突
- 救世陣線在與敘利亞陸軍爆發激烈戰鬥後佔領信奉敘利亞正教會為主的村落撒達得（英语：Sadad, Syria），並且在該次戰鬥中造成9人死亡[348]。
- 敘利亞反政府武裝份子攻擊位於大馬士革國際機場附近的天然氣管道，造成敘利亞全國因而陷入大範圍的停電狀態[349][350]。
- 8名警察和2名伊斯蘭主義武裝份子在突尼西亞西迪布濟德南部附近發生的衝突中喪生[351][352]。
- 一名自殺攻擊者成功闖入馬利共和國北部城鎮泰薩利特的哨站附近殺害2名查德士兵並且造成另外6名聯合國馬利多層面綜合穩定團（英语：United Nations Multidimensional Integrated Stabilization Mission in Mali）成員[353][354]。
- 巴林首都麥納瑪西部的村落巴尼賈姆拉（英语：Bani Jamra）發生炸彈爆炸事件，並且造成1名少女喪生[355]。

國際關係
- 中華人民共和國和印度簽署新的邊界防禦協議以改善彼此之間的雙邊關係[356][357][358]。

法律犯罪
- 伊朗同意將不會讓已經接受絞刑但卻未死亡的非法毒品貿易罪犯接受死刑[359][360]。
- 麻薩諸塞州丹佛斯一名14歲的學生被指控殺害他在丹佛斯高中（英语：Danvers High School）的數學老師並且將後者遺體棄屍於樹林中[361][362][363]。

政治選舉
- 上萬名突尼西亞抗議者聚集在街頭並且呼籲伊斯蘭復興運動黨應該主導伊斯蘭政府和過去政府代表以及反對派領導人會談[364][365]。
- 《新快報》罕見地公開呼籲釋中華人民共和國公安釋放其所逮捕的記者[366][367]。
- 數千名反對派支持者聚集在柬埔寨首都金邊抗議現任柬埔寨首相洪森藉由具爭議性的2013年柬埔寨大選再度連任[368][369]。

## 10月24日
武裝衝突
- 尼日利亞軍方突襲博科聖地在博尔诺州的巢穴，殺死74名武裝分子，又在约贝州的戰鬥殺死21名博科聖地的武裝分子。[370]

藝術文化
- 泰國佛教僧王蘇瓦塔那摩訶（英语：Nyanasamvara Suvaddhana）逝世，享年100歲。[371]

商業經濟
- Twitter为其即將進行的首次公開募股提出筹资计划。[372][373]

災害事故
- 中華人民共和國環境和水資源相關部門開始調查2013年中國東北霧霾事件對於中國各區域城市空氣品質的影響。[來源請求]
- 隸屬於新南威爾斯鄉間消防局（英语：New South Wales Rural Fire Service）的一架飛機在滅火途中失事並且墜毀於新南威爾斯省阿勒達拉（英语：Ulladulla, New South Wales）。[來源請求]

生態醫療
- 世界衛生組織報告表示脊髓灰質炎已經在受到戰亂影響的敘利亞代爾祖爾等地爆發。[來源請求]
- 科學家表示目前入侵中國的外來物種已經達544種，其中在國際自然保護聯盟公布的全球100種最具威脅外來物種中便存在有50多種，平均每年增加1至2種[374]。

國際關係
- 德國召喚美國大使要求對於監聽德國總理安格拉·梅克爾其行動電話通訊一事進行說明。[來源請求]

法律犯罪
- 葡萄牙治安警察（英语：Polícia de Segurança Pública）宣布對於馬德琳·麥凱恩失蹤事件重新展開調查。[來源請求]

體育競賽
- 法國甲組足球聯賽以及法國足球乙級聯賽為首的法國足球球隊宣布將在11月時罷工以抗議法國總統法蘭索瓦·歐蘭德所提出75%附加稅的建議。[來源請求]

## 10月27日
藝術文化
- 老牌搖滾樂隊地下絲絨主唱、吉他手卢·里德在美國長島逝世，享年71歲。他被《滾石雜誌》評價“塑造了其後50年的搖滾樂”[375]。

## 10月28日
政治選舉
- 波蘭二戰後第一位非共產主義總理塔德烏什·馬佐維耶茨基逝世，享年86歲[376]。

災害事故
- 一辆吉普车蓄意撞上天安门城楼前的金水桥护栏后起火，造成5人死亡、38人受伤。[377][378]

## 10月31日
政治
- 中央政法委书记孟建柱在乌兹别克斯坦塔什干参观了上海合作组织地区反恐机构执委会，并会见执委会主任张新枫。上合组织表示将协查天安门金水桥恐怖袭击事件。[379]